# The Cheyenne Social Club
The Cheyenne Social Club is een Amerikaanse westernkomedie uit 1970 geregisseerd en geproduceerd door Gene Kelly, met in de hoofdrollen James Stewart, Henry Fonda en Shirley Jones.

## Verhaal
John O'Hanlan (James Stewart) en Harley Sullivan (Henry Fonda) zijn al wat oudere cowboys in Texas. John krijgt het bericht dat hij de zaak The Cheyenne Social Club in Cheyenne heeft geërfd. Ze rijden erheen om het etablissement over te nemen.
Ter plaatse blijkt The Cheyenne Social Club geen saloon te zijn zoals ze dachten maar een bordeel onder de tijdelijke leiding van Jenny (Shirley Jones). O'Hanlon wil het lokaal omvormen tot een respectabel logement, maar dat is tegen de zin van de plaatselijke bevolking en van de meisjes die niet willen weggaan. Nadat een zekere Corey Bannister Jenny heeft geslagen schiet John hem, per ongeluk, neer. Zijn familie komt naar de club om wraak te nemen en er ontstaat een vuurgevecht. De Bannisters worden verslagen maar John besluit daarna om terug te keren naar Texas, en de club over te laten aan Jenny.

## Rolverdeling
| Acteur           | Personage       |
| ---------------- | --------------- |
| James Stewart    | John O'Hanlan   |
| Henry Fonda      | Harley Sullivan |
| Shirley Jones    | Jenny           |
| Jackie Joseph    | Annie Jo        |
| Sue Ane Langdon  | Opal Ann        |
| Elaine Devry     | Pauline         |
| Robert Middleton | Barkeeper       |
| Robert J. Wilke  | Corey Bannister |